# Syngonanthus densifolius
Syngonanthus densifolius är en gräsväxtart som beskrevs av Silveira. Syngonanthus densifolius ingår i släktet Syngonanthus och familjen Eriocaulaceae. Inga underarter finns listade i Catalogue of Life.